# Goyang KB Kookmin Bank FC
Der Goyang KB Kookmin Bank FC (koreanisch 고양 KB국민은행 축구단) war ein südkoreanischer Fußballklub mit Sitz in der Stadt Goyang, welcher zweimal jeweils von 1969 bis 1997 und von 2000 bis 2012 am Spielbetrieb der südkoreanischen Fußballligen teilgenommen hat.

## Geschichte

### Erste Gründung
Der Klub wurde im September 1969 gegründet und feierte schon schnell Erfolge im semi-professionellen Bereich beim President’s Cup und der National Championship. In der Saison 1983 war der Klub dann ein Gründungsmitglied der neuen K League. Hier hielt sich der Klub jedoch nur kurz auf und zog sich nach einem achten und letzten Platz nach der Saison 1984 wieder in den Amateur-Fußball zurück.
Zurück auf Amateur-Ebene gelang es dem Klub dann noch drei Mal den President’s Cup zu gewinnen. Im ersten Jahr der Asienkrise sah sich der Besitzer des Klubs genötigt zum Ende des Jahres 1997 aus finanziellen Gründen den Spielbetrieb des Klubs einzustellen.

### Neuanfang
Ende Februar 2000 entschied man sich dann den Klub wieder anzumelden und weiter auf Amateur-Ebene fortzufahren. So gewann der Klub auch noch einmal den President’s Cup 2003. Im selben Jahr wurde zudem die nun zweitklassige National League eingeführt, in welcher dann der Klub auch wieder Gründungsmitglied war. Zu dieser Zeit war der Klub auch noch in Gimpo ansässig. Nach dem ersten Meistertitel in der Debüt-Saison, wechselte man aber nach Goyang, womit der letztendliche Name auch angenommen wurde. Diesen Meistertitel konnte man dann auch in der Folgesaison noch einmal verteidigen. Erst in der Saison 2005, gelang es dann erstmals nicht den Meistertitel zu erlangen. Nach der Saison 2006 gewann der Klub dann noch ein letztes Mal die Meisterschaft mit einigen Punkten Vorsprung.

### Niedergang
Hier begann aber schon das schwelende Ende des Klubs. Eigentlich war der FC als Meister der National League nach der Saison 2006 als Aufsteiger in die K-League vorgesehen. Eine nötige Kaution dafür wollte der Eigentümer des Klubs. Die Kookmin Bank jedoch nicht zahlen und berief sich hierbei auf eine Vorgabe das koreanische Banken keine Gewinnorientierte Unternehmungen außerhalb ihres eigentlichen Geschäftsbereichs führen dürfen, dies würde ein Profi-Klub nach ihrer Aussage sein. Viele Stimmen meinten dazu jedoch auch, dass sich die Bank die Eintrittsgebühr über $2.000.000 sparen wollte, da die Klubs in dieser Liga zu dieser Zeit unter starken finanziellen Verlusten litten und dazu noch schwache Zuschauerzahlen beim FC selbst wie auch fehlende Sponsoren kamen.
Am Ende wurden dem Klub 10 Punkte für die folgende Saison 2007 der National League abgezogen, womit der Klub auch zum Schluss auf einem der hinteren Plätze abschloss. Anschließend folgten noch ein paar Spielzeiten in den der Klub nur noch im Mittelfeld der Liga aufzufinden war. Etwas überraschend erreichte die Mannschaft am Ende der Saison 2011 noch einmal die Playoffs um die Meisterschaft und scheiterte hier im Finale knapp am Ulsan Hyundai Mipo Dockyard Dolphin FC. Auch in der Folgesaison 2012 erreichte man als erster in der Hauptrunde wieder die Playoffs, scheiterte diesmal jedoch am Incheon Korail FC im Finale. Kurz danach im November 2012 wurde der Klub schlussendlich wieder aufgelöst.

## Erfolge
- President’s Cup Gewinner: 1973, 1983, 1986, 1990, 1995, 2003
- National Championship: 1978
- National League Meister: 2003, 2004, 2006
- National-League-Pokal Gewinner: 2009